# Терно д’Изола
Терно д’Изола (итал. Terno d'Isola) је насеље у Италији у округу Бергамо, региону Ломбардија.
Према процени из 2011. у насељу је живело 7596 становника. Насеље се налази на надморској висини од 230 м.

## Становништво
Према резултатима пописа становништва 2011. у општини је живело 7.665 становника.
| 1931. | 1936. | 1951. | 1961. | 1971. | 1981. | 1991. | 2001. | 2011. |
| ----- | ----- | ----- | ----- | ----- | ----- | ----- | ----- | ----- |
| 2.050 | 1.818 | 2.094 | 2.360 | 2.789 | 3.213 | 3.471 | 4.995 | 7.665 |